# 勝田千利
勝田 千利（かつた ちとし、1908年 - 1981年）は、昭和期の建築学者である。1959年（昭和34年）に被害を齎した伊勢湾台風により補強コンクリートブロック造による「伊勢湾台風復興住宅」の設計、また関東大震災後の「柔剛論争」後の研究停滞期に免震構造の研究等で知られる。

## 経歴
- 1908年（明治41年）1月20日東京都に生まれ、1932年（昭和7年）東京工業大学工学部建築科を卒業後、同年 4月30日同大学助手、昭和16年1 月21日同大学助教授を経て、1953年（昭和28年9月1日同大学教授に任官され、1968年（昭和43年）4月1日に定年退官した後は神奈川大学学長を務めた。

## 主な作品
- 1959年（昭和34年）に被害を齎した伊勢湾台風により1960年補強コンクリートブロック造による「伊勢湾台風復興住宅」の設計
- 1964年電気油圧式自動制御による免震装置の原理（勝田千利,「自動制御による免震法の研究(Ⅰ)/(Ⅱ)」,『日本建築学会論文報告集』,No.102,日本建築学会,1964 年 9 月,p.p.10-16/p.p.17-24.）。

## 受賞
- 1950年（昭和25年）度建築学会賞・学位論文「鋼・コンクリート及び鉄筋コンクリート材の高㏿破壊に関する研究」(『建築雑誌』,Vol.66,No.775,日本建築学会,1951 年 6 月,p.29.）

## 著作・文献
- コンクリートブロック農村建築 相模書房1956
- コンクリートブロック住宅 相模書房1956
- コンクリートブロック住宅 相模書房1955 2刷